# Ganxets, grallers del Baix Camp
Els Ganxets, grallers del Baix Camp —o simplement els Ganxets— és una colla de grallers fundada a Reus l'any 1990. Els membres de la formació van començar a rebre classes de gralla de Jordi Aixalà i Roser Olivé i el 1990 es van formar l'entitat. Van nàixer per acompanyar els balls de l'Esbart Dansaire Baix Camp, que formava part de la Germandat de Sant Isidre i Santa Llúcia de Reus i a partir d'aquí, el grup ha anat evolucionant per acompanyar balls i danses populars, imatgeria festiva, cercaviles, processons, etc. El grup també ha tocat en balls i concerts de gralles on han sonat melodies tradicionals, composicions recuperades de l'època d'or de la gralla o cançons de nova creació.
El 2010 la colla estava formada per Daniel Carbonell, com gralla primera; Maria Boixadera, com a gralla segona; David Gázquez, com a gralla baixa; i Albert Carbonell, com a timbaler. Tot i això, durant els anys d'activitat de la colla, han format part del grup diversos grallers i timbalers entre els quals hi ha: Joan Calba, Carles Clavero, Joan Carles Pinyol, Rubén Jordà, Adrià Jordà, Sergi Timoneda, Sara Puget, Lluís Grau o Pere Olivé.
Alguns dels integrants de la colla han dut a terme tasques de recerca i de docència al voltant del món de la gralla que han tingut un paper important per a la recuperació de la gralla llarga a Reus. La col·laboració del graller Daniel Carbonell i el lutier Jordi Aixalà per fer una còpia d'una gralla llarga del constructor Josep Casellas va ajudar a la recuperació d'aquest instrument que permetria tocar i difondre les partitures de finals del segle xix i principis del segle xx.

## Obres
El grup ha col·laborat en diversos enregistraments com:
- Festa major de Reus (1998, Audiovisuals del Sarrià)
- El ball de bastons (2001, CPCPTC. Fonoteca de Música Tradicional Catalana)
- XVI Tradicionàrius. Festival folk internacional (2003, Discmedi)
- Terços amunt! (2003, Discmedi)
- XVII Tradicionàrius. Festival folk internacional (2004, Discmedi).
- Tuterako Gaiteroak eta askoz gehiago (2004, autoeditat pels Gaiteros de Tudela)
- Ara ballen els gegants (2006, Tecnosaga)
- 15è Concert de Grallers de Santa Llúcia (2006, Tecnosaga)

També han publicat dos volums del recull de partitures titulat Músiques del temps, en què el grup publica de manera inèdita algunes de les partitures per a concert i cercavila que la colla ha tocat al llarg de la seva trajectòria.